# Associazione Calcio Vogherese 1984-1985
Questa voce raccoglie le informazioni riguardanti  l'Associazione Calcio Vogherese nelle competizioni ufficiali della stagione 1984-1985.

## Rosa
| N. |                   | Ruolo | Calciatore           |
| -- | ----------------- | ----- | -------------------- |
| -  | Italia (bandiera) | C     | Sergio Belotti       |
| -  | Italia (bandiera) | P     | Claudio Bressan      |
| -  | Italia (bandiera) | D     | Marcello Crispoltoni |
| -  | Italia (bandiera) | C     | Walter Curti         |
| -  | Italia (bandiera) | C     | Gianni Frara         |
| -  | Italia (bandiera) | C     | Massimo Giacomotti   |
| -  | Italia (bandiera) | D     | Claudio Lombardo     |
| -  | Italia (bandiera) | D     | Sergio Madaschi      |
| -  | Italia (bandiera) |       | Maggi                |
| -  | Italia (bandiera) | C     | Ambrogio Meggiarin   |
| -  | Italia (bandiera) |       | Miazzo               |

| N. |                   | Ruolo | Calciatore          |
| -- | ----------------- | ----- | ------------------- |
| -  | Italia (bandiera) | P     | Alessandro Morbelli |
| -  | Italia (bandiera) |       | Muscia              |
| -  | Italia (bandiera) | A     | Virginio Negri      |
| -  | Italia (bandiera) | C     | Paolo Querin        |
| -  | Italia (bandiera) | C     | Fabio Rolando       |
| -  | Italia (bandiera) | D     | Davide Seveso       |
| -  | Italia (bandiera) | C     | Massimo Tamellini   |
| -  | Italia (bandiera) | D     | Udalrico Tretter    |
| -  | Italia (bandiera) | A     | Walter Vercesi      |
| -  | Italia (bandiera) | A     | Severino Zanotti    |
| -  | Italia (bandiera) | C     | Tiziano Zorzetto    |